# Centro de Referência de Mulheres da Maré
O Centro de Referência de Mulheres da Maré - Carminha Rosa (CRMM-CR) foi implantado em 2000, em decorrência de um convênio entre a Secretaria Especial dos Direitos Humanos (SEDH) e a ONG Cidadania, Estudo, Pesquisa, Informação e Ação (CEPIA), que recebeu financiamento do Banco Interamericano de Desenvolvimento (BID) e do Fundo das Nações Unidas para a Mulher (UNIFEM), com o objetivo de estimular, apoiar e ampliar as iniciativas e alternativas para assegurar as condições de exercício da cidadania das mulheres daquele bairro.
A UFRJ assumiu o centro em dezembro de 2004, atendendo a uma demanda da Secretaria Especial de Políticas para as Mulheres e da Secretaria Especial de Direitos Humanos, vinculadas à Presidência da República. A proposta para consolidação do centro veio ao encontro de um conjunto de iniciativas já realizadas por docentes e pesquisadores do Centro de Filosofia e Ciências Humanas da UFRJ, que crêem ser função da universidade pública, a partir do exercício da interdisciplinaridade, a promoção de debates, estudos e propostas sobre a realidade social brasileira, a produção de indicadores sociais, o desenvolvimento e o teste de metodologias inovadoras de formulação, execução, monitoramento de políticas sociais, assim como a realização de estudos prospectivos.
Esta função social precisa estar voltada, simultaneamente, para o avanço da ciência e da cultura e para a universalização da cidadania e a consolidação da democracia no Brasil. Terá tanto mais impacto social quanto mais atingir os setores historicamente excluídos, dentre os quais se destacam as mulheres das classes subalternizadas.
Hoje o CRMM-CR conta com uma equipe técnica composta por assistente social, psicólogo, técnica em assuntos educacionais, pedagogo e assistente em administração, além de alunos estagiários, residentes e extensionistas que prestam atendimento a mulheres em situação de violência doméstica e de gênero. Como esses atendimentos são centrados nas demandas trazidas pelas mulheres, com o aumento da procura ao centro nasceu a ideia do oferecimento de Oficinas Temáticas, onde é possível um trabalho coletivo com as usuárias.
O CRMM funciona na Vila do João, no bairro da Maré, Rio de Janeiro, mas também absorve a demanda de algumas comunidades vizinhas, como a Vila Pinheiro e Salsa e Merengue; a Vila do João é fruto de remoção, no início dos anos 1980, de moradores que habitavam palafitas e hoje conta cerca de 4 mil domícilios e 12 mil moradores. As mulheres atendidas pelo CRMM-CR são oriundas de camadas populares que vivem em situação de grande vulnerabilidade social; cerca de 65% são não-brancas e 58% desempregadas.